# Grand Prix de Helsinque
Grand Prix de Helsinque (em inglês:  Grand Prix of Helsinki) é uma competição internacional e anual de patinação artística disputado desde 2018, e que faz parte do calendário do Grand Prix ISU. A competição tem quatro eventos: individual masculino, individual feminino, duplas e dança no gelo.
A competição na Finlândia substituiu o Cup of China, pois a Associação Chinesa de Patinação (em inglês:  Chinese Skating Association) decidiu não sediar nenhum evento da ISU na temporada 2018–19.

## Edições
| Ano  | Edição | Cidade sede | Sênior | Sênior | Sênior | Sênior | Ref   |
| Ano  | Edição | Cidade sede | M      | F      | P      | D      | Ref   |
| ---- | ------ | ----------- | ------ | ------ | ------ | ------ | ----- |
| 2018 | 1.ª    | Helsinque   | •      | •      | •      | •      | [ 2 ] |

Legenda
- Parte do Grand Prix ISU

## Lista de medalhistas

### Individual masculino
| Evento                    | Ouro                 | Prata                             | Bronze                       | Ref   |
| Helsinque 2018 (detalhes) | Yuzuru Hanyu · Japão | Michal Březina · República Tcheca | Cha Jun-hwan · Coreia do Sul | [ 3 ] |

### Individual feminino
| Evento                    | Ouro                    | Prata                             | Bronze                 | Ref   |
| Helsinque 2018 (detalhes) | Alina Zagitova · Rússia | Stanislava Konstantinova · Rússia | Kaori Sakamoto · Japão | [ 4 ] |

### Duplas
| Evento                    | Ouro                                         | Prata                                         | Bronze                                       | Ref   |
| Helsinque 2018 (detalhes) | Natalia Zabiiako · Alexander Enbert · Rússia | Nicole Della Monica · Matteo Guarise · Itália | Daria Pavliuchenko · Denis Khodykin · Rússia | [ 5 ] |

### Dança no gelo
| Evento                    | Ouro                                      | Prata                                     | Bronze                                               | Ref   |
| Helsinque 2018 (detalhes) | Alexandra Stepanova · Ivan Bukin · Rússia | Charlène Guignard · Marco Fabbri · Itália | Lorraine McNamara · Quinn Carpenter · Estados Unidos | [ 6 ] |